# He suspès, però...
He suspès, però... (japonès: 落第はしたけれど (Rakudai wa shitakeredo)) és una pel·lícula japonesa muda dirigida per Yasujirō Ozu, estrenada el 1930. La pel·lícula és una sàtira de la vida en un internat. Els intertítols han estat traduïts al català.

## Sinopsi
En Takahashi es prepara per al seu examen i escriu xuletes als punys de la seva camisa. Però la ben intencionada Sayoko li renta aquesta samarreta i suspèn. En un context de crisi econòmica i atur endèmic, els estudiants que han aprovat els exàmens no poden trobar feina. En Takahashi, gràcies als diners dels seus pares, continua gaudint de la vida.

## Repartiment
- Tatsuo Saitō: Takahashi, l'estudiant
- Kaoru Futaba: Okane, la propietària
- Kinuyo Tanaka: Sayoko, la cambrera del cafè
- Tomio Aoki: fill de la patrona
- Chishū Ryū: Hattori, un company de classe
- Hiroo Wakabayashi: un professor
- Ikkō Ōkuni: un professor
- Dekao Yokoo: Ōmura, un estudiant fracassat
- Tokio Seki: Koike, un estudiant fracassat
- Ichirō Tsukita: Sugimoto, un company de classe

## Al voltant de la pel·lícula
En una entrevista per al diari Kinema Junpō, Ozu va dir sobre aquesta pel·lícula: 
| « | Era un curtmetratge. Per primera vegada, vaig donar un paper important a Chishū Ryū encara que va aparèixer a les meves pel·lícules anteriors | » |